# فيلهلم فيلشنر
فيلهلم فيلشنر (بالألمانية: Wilhelm Filchner)‏ (13 سبتمبر 1877 - 7 مايو 1957) هو رحالة ألماني مشهور. بعد عودته من التبت حمل مسؤولية تنظيم رحلة ألمانية لرسم خرائط لأنتاركتيكا. بعد رحلة تكوينية إلى سالفابرد ذهب مع فريقه على متن دوتشلاند في 4 مايو 1911. دخلت البعثة إلى بحر ويديل واكتشفت ساحل لويبولد وحاجز فيلشنر رون التي سماها اولا باسم امبراطور ألمانيا جيوم الثاني. كانت أول رحلة تذهب بعيدا في بحر ويديل أكثر من جيمس ويديل نفسه قبل 80 سنة.
لن يرجع فيلشنر إلى انتاركتيكا لكنه سافر إلى النيبال والتبت كثيرا.
كرم ادولف هتلر فيلتشر بDeutscher Nationalpreis für Kunst und Wissenschaft لانجازاته في ميدان الاستكشاف.
مات فيلتشر في زوريخ عن عمر يناهز 79 عاماً.

## السيرة الذاتية
- Wilhelm Filchner: Life of a Researcher
- Wilhelm Filchner: To the sixth continent
- Wilhelm Filchner: Through East Tibet
- Wilhelm Filchner: Hell and Fever in Nepal

## روابط خارجية
- فيلهلم فيلشنر على موقع IMDb (الإنجليزية)
- فيلهلم فيلشنر على موقع الموسوعة البريطانية (الإنجليزية)
- فيلهلم فيلشنر على موقع مونزينجر (الألمانية)